# Forget the World
Forget the World – debiutancki album studyjny holenderskiego DJ-a i producenta muzycznego Afrojacka. Wydany został 19 maja 2014 roku nakładem wytwórni płytowej Wall Recordings. Gościnnie w nagraniach udział wzięli m.in. Wiz Khalifa, Sting, Snoop Dogg i Chris Brown. W ramach promocji do utworów "As Your Friend", "The Spark", "Ten Feet Tall", "Do or Die" oraz "Dynamite" zrealizowano teledyski.

Jestem naprawdę szczęśliwy, biorąc pod uwagę jak wszystko potoczyło się w związku z tą płytą. To, co najbardziej podoba mi się w tym albumie to fakt, że jest to materiał bardzo szczery. W swojej muzyce staram się przekazywać wszystkie swoje emocje i myślę, że na tej płycie jest to bardzo dobrze słyszalne.

## Lista utworów
Opracowano na podstawie materiału źródłowego.
1. "Ten Feet Tall" (gościnnie: Wrabel) - 3:49
2. "Illuminate" (gościnnie: Matthew Koma) - 4:37
3. "Born to Run" (gościnnie: Tyler Glenn) - 4:53
4. "Freedom" (gościnnie: D-wayne, Jack McManus) - 4:03
5. "The Spark" (gościnnie: Spree Wilson) - 4:00
6. "Dynamite" (gościnnie: Snoop Dogg) - 3:48
7. "Too Wild" (gościnnie: Wiz Khalifa, Devin Cruise) - 3:53
8. "Three Strikes" (gościnnie: Jack McManus) - 4:56
9. "Catch Tomorrow" (gościnnie: Sting) - 3:08
10. "We'll Be Ok" (gościnnie: Wrabel) - 5:19
11. "Mexico" (gościnnie: Shirazi) - 4:51
12. "Keep Our Love Alive" (gościnnie: Matthew Koma) - 4:12
13. "Do or Die" (gościnnie: 30 Seconds to Mars)[a] - 4:38

### Edycja Deluxe
1. "Ten Feet Tall" (gościnnie: Wrabel) - 3:49
2. "Illuminate" (gościnnie: Matthew Koma) - 4:37
3. "Born to Run" (gościnnie: Tyler Glenn) - 4:53
4. "Freedom" (gościnnie: D-wayne, Jack McManus) - 4:03
5. "The Spark" (gościnnie: Spree Wilson) - 4:00
6. "Dynamite" (gościnnie: Snoop Dogg) - 3:48
7. "Too Wild" (gościnnie: Wiz Khalifa, Devin Cruise) - 3:53
8. "Three Strikes" (gościnnie: Jack McManus) - 4:56
9. "Catch Tomorrow" (gościnnie: Sting) - 3:08
10. "We'll Be Ok" (gościnnie: Wrabel) - 5:19
11. "Mexico" (gościnnie: Shirazi) - 4:51
12. "Keep Our Love Alive" (gościnnie: Matthew Koma) - 4:12
13. "Faded" - 3:08
14. "As Your Friend" (gościnnie: Chris Brown) - 4:52
15. "Do or Die" (gościnnie: 30 Seconds to Mars)[a] - 4:38
16. "Sovereign Light Café" (gościnnie: Keane)[b] - 4:55

## Pozycje na listach
| Notowania (2014)                            | Najwyższa pozycja |
| ------------------------------------------- | ----------------- |
| Austria (Ö3 Austria Top 40)                 | 30                |
| Australia (ARIA Charts)                     | 49                |
| Belgia (Ultratop Flanders)                  | 34                |
| Belgia (Ultratop Wallonia)                  | 64                |
| Holandia (MegaCharts)                       | 4                 |
| Francja (SNEP)                              | 195               |
| Niemcy (Media Control Charts)               | 46                |
| Włochy (FIMI)                               | 51                |
| Szkocja (UK Albums Chart)                   | 33                |
| Hiszpania (PROMUSICAE)                      | 96                |
| Szwajcaria (Schweizer Hitparade)            | 21                |
| Wielka Brytania (UK Albums Chart)           | 76                |
| Wielka Brytania (UK Dance Albums)           | 8                 |
| Stany Zjednoczone (Billboard 200)           | 32                |
| Stany Zjednoczone (Dance/Electronic Albums) | 2                 |

## Historia wydania
| Państwo           | Data         | Wytwórnia                          | Format              | Źródło |
| ----------------- | ------------ | ---------------------------------- | ------------------- | ------ |
| Niemcy            | 16 maja 2014 | Universal Music Def Jam Recordings | CD digital download | [ 22 ] |
| Francja           | 19 maja 2014 | Universal Music Def Jam Recordings | CD digital download | [ 23 ] |
| Hiszpania         | 19 maja 2014 | Universal Music Def Jam Recordings | CD digital download | [ 24 ] |
| Wielka Brytania   | 19 maja 2014 | Universal Music Def Jam Recordings | CD digital download | [ 25 ] |
| Stany Zjednoczone | 19 maja 2014 | Universal Music Def Jam Recordings | CD digital download | [ 26 ] |
| Kanada            | 20 maja 2014 | Universal Music Def Jam Recordings | CD digital download | [ 27 ] |
| Włochy            | 20 maja 2014 | Universal Music Def Jam Recordings | CD digital download | [ 28 ] |